# Шаттіваза
Шаттіваза ( m  Šattiwaza або Маттіваза відп. санскр. mati-vâja — «той, чия переможна сила — молитва»; хурит. Кілі-Тешшуб) — цар Мітанні (2-а половина XIV століття до н. е.). Син Тушратти.
Після захоплення мітаннійського трону Шуттарна III Шаттіваза втік до двору хетського царя Суппілуліуми I, який одружив його на своїй дочці. Після захоплення Суппілуліума I столиці Мітанні Вашшуканні та втечі Шуттарна III Шаттіваза був повернутий на трон Мітанні як васал Хетського царства.
| Династія царів Митанни | Династія царів Митанни | Династія царів Митанни | Попередник: Шуттарна III | цар Мітанні бл. 1350-1320 до н. е. | Наступник: Шаттуара I |